# 飛歴奇
エンリケ・デ・セナ・フェルナンデス（ポルトガル語: Henrique de Senna Fernandes、1923年10月15日 - 2010年10月4日）、広東語の名前は飛歴奇（ひ れきき、粤拼：fei1 lik6 kei4）、マカイエンサ系人、マカオの作家・弁護士。息子は飛文基（ミゲル・デ・セナ・フェルナンデス）。

## 来歴
エンリケ・デ・セナ・フェルナンデスはマカオで生まれ、マカオで亡くなった。 250 年以上前にマカオに定住した古い家族の 11 人兄弟の 1 人で、作家になる前はコインブラ大学で法律を学んだ。ポルトガル語で書かれた作品は、マカオの 1930 年代〜1950 年代の雰囲気を呼び起こす。著者自身と同様に、混血の起源を持つ登場人物の生活に焦点を当てることが多い作品は、20 世紀の領土の進化についての独自の視点を表している。
1974 年のカーネーション革命以前の期間、マカオ立法議会（中国語: 澳門立法會）の議員であった。この革命でサラザール政権が突然崩壊したことについて、同氏は「政権下で育った私たちにとって、ありえないニュースだった」と述べ、取り分け当時「私たち外国人はサラザール政権下で特権的な状況を享受していて、その政策によって保証されていると感じた」と感じていたためだと述べた。4 月 25 日以降、再び立法議会の議員として積極的な政治活動に参加することはないであった。
執筆活動のほかに、ペドロ・ノラスコ商業学校の教師および監督も務めた。 1998 年から 2009 年まで、マカオ国際空港を運営する CAM の総会の常駐を務めた。
2006 年にマカオ大学から名誉博士号を、2001 年には文化功労勲章を受賞した。

## 文学作品
- 『南湾 - マカオの物語』（Nam Van - Contos de Macau、南灣：澳門故事） 1978年
- 『愛と爪先』（Amor e Dedinhos de Pé、愛情與小腳趾） 1986年
- 『蛋家のあーちゃん』（A-Chan, A Tancareira、蛋家女阿珍）1991年
- 『妖艶な三つ編み』 （A Trança Feiticeira、大辮子的誘惑）1993年
- 『望厦』 （Mong Há、望廈） 1998年
- 『蘭の父』（Pai das Orquideas）